# Eburia velmae
Eburia velmae es una especie de escarabajo longicornio del género Eburia, tribu Eburiini, familia Cerambycidae. Fue descrita científicamente por McCarty en 1993.
Se distribuye por México.

## Descripción
La especie mide 13-24,5 milímetros de longitud. El período de vuelo ocurre en los meses de febrero, marzo, abril, mayo y junio.